# 24, promenade Sussex
Pour les articles homonymes, voir Sussex (homonymie).
Le 24, promenade Sussex, à Ottawa, est l'adresse de la résidence officielle du premier ministre du Canada. Située sur les rives de la rivière des Outaouais, elle a vue sur la ville de Gatineau, au Québec.
Elle est située à côté de l'ambassade de France au Canada, face au Haut-Commissariat de l'Afrique du Sud, non loin de Rideau Hall, résidence du gouverneur général du Canada. La résidence est située dans un quartier cossu de la capitale, mais pas dans le centre administratif de la capitale où se trouvent les bureaux du premier ministre.

## Histoire
La maison est construite de 1867 à 1868 pour le compte de Joseph Merrill Currier, propriétaire de moulin et député à la Chambre des communes, pour sa femme Hannah. Il nomme la bâtisse « Gorffwysfa », mot gallois signifiant « havre de paix ».
La maison est acquise par le gouvernement du Canada en 1943 et est gérée par la Commission de la capitale nationale. Elle devient la résidence officielle du premier ministre en 1951 lorsque Louis St-Laurent y emménage. Depuis, tous les chefs du gouvernement canadien (à l'exception de Kim Campbell, qui, n'ayant jamais été élue, a préféré ne pas s'y installer, et Justin Trudeau, qui réside à Rideau Cottage tant que les rénovations à la résidence officielle ne sont pas terminées) vivent au 24, promenade Sussex durant leurs mandats. Auparavant, les Premiers ministres ont habité à différents endroits à Ottawa. Wilfrid Laurier et William Lyon Mackenzie King, par exemple, ont tous deux été logés à la maison Laurier, dans Côte-de-Sable.

## Description

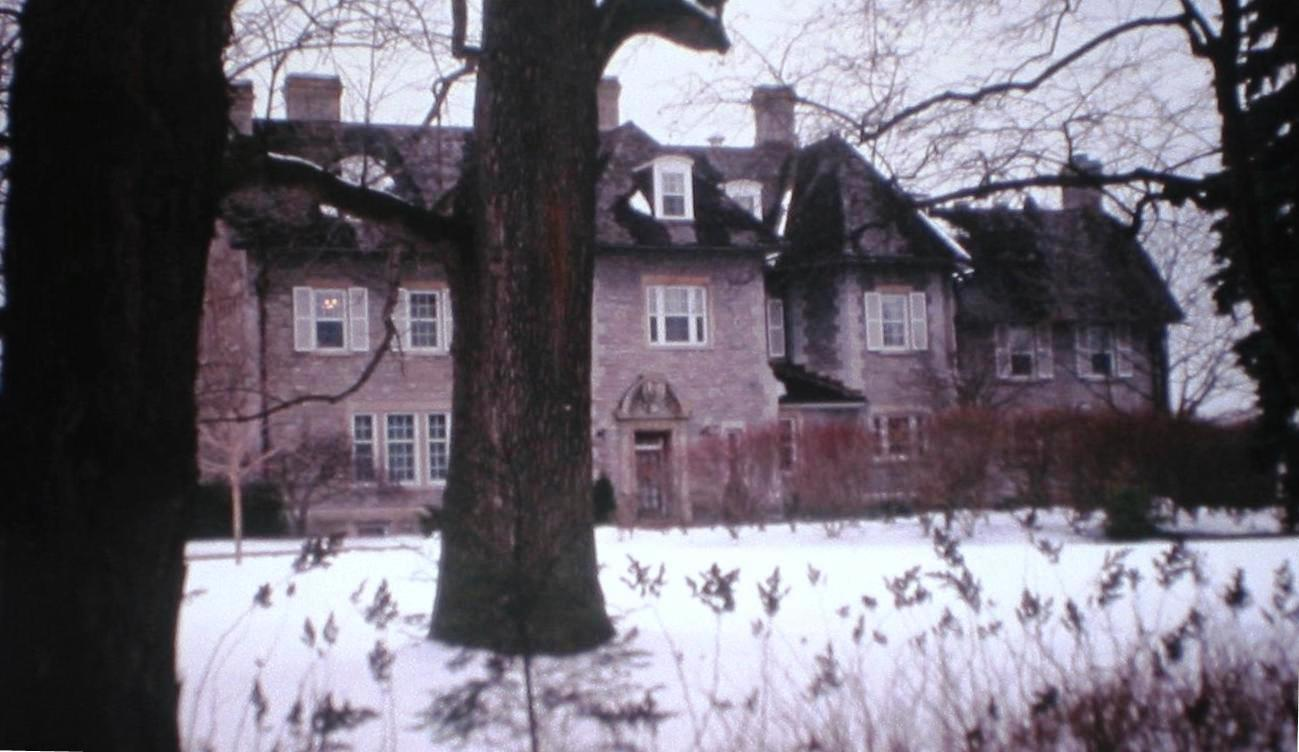
Façade.

Il s'agit d'une structure en pierre à chaux de 34 pièces sur un terrain de 16 000 m2 sur la rive de la rivière des Outaouais ; elle est située à côté de l'ambassade de France, en face de l'entrée principale de Rideau Hall, résidence du gouverneur général. La maison est entourée d'arbres et de haies. Contrairement à la Maison-Blanche, au palais de l'Élysée et au 10 Downing Street et comme la Catshuis, le 24, promenade Sussex est utilisé exclusivement comme lieu de résidence. Le lieu de travail du premier ministre se trouve près de la colline du Parlement à Ottawa.

## Occupation
Il incombe au premier ministre de meubler la maison, qui est vidée lorsque le mandat de celui-ci arrive à sa fin. Plusieurs d'entre eux ont laissé leur marque personnelle sur le bâtiment. Une piscine intérieure a également été installée.
À la suite de son élection en 2015, Justin Trudeau a annoncé qu'il n'y emménagerait pas dans l'immédiat afin de procéder à des travaux de rénovation majeurs sur la résidence. Ce dernier réside donc, depuis son assermentation, à Rideau Cottage situé sur le terrain de Rideau Hall.

## Travaux de rénovation
Les coûts élevés des rénovations effectuées par Brian Mulroney (au pouvoir de 1983 à 1993) ont suscité la controverse (il est le premier à révéler le coût des changements), surtout lorsqu'il est révélé qu'une partie des coûts a été payée par le Fonds PC du Canada, qui faisait la collecte des dons individuels pour financer le Parti progressiste-conservateur.
Depuis les années 1990, très peu de travaux ont été effectués sur l'édifice, dont certaines parties sont détériorées ou démodées. La maison est dépourvue d'une climatisation centrale, devant dépendre de toute une série de climatiseurs dans les fenêtres. En novembre 2004, Paul Martin s'est plaint du système de chauffage de la maison. Selon lui, la demeure centenaire est trop froide en hiver et trop chaude en été.
Les dispositifs de sécurité de la résidence ont été améliorés à la suite de l'entrée par effraction d'André Dallaire en 1995.
Depuis les rénovations apportées à la maison en 2001, peu d'argent a été alloué pour la maintenance du 24 Sussex Drive, ce qui laisse des parties délabrées, incluant le système de chauffage et climatisation, le système électrique et le toit.
Le 6 mai 2008, l'auditeur général du Canada rapporte que la maison est en piètre état et qu'il faudra environ 10 millions CA$ pour la rendre à nouveau habitable. Les travaux prendront de 10 à 15 mois.
En octobre 2015, l'animateur de télévision et spécialiste en rénovation Bryan Baeumler (en) avance 15 millions pour rendre la résidence habitable.
La Commission de la capitale nationale du Canada (CCNC) conçoit ensuite des plans pour les rénovations, avançant que de tels travaux devraient prendre 18 mois.
En 2021, la CCNC révèle que des coûts révisés de 35 millions CA$ pour rendre la maison à l'état neuf.
Des personnes ont proposés que les installations soient démolies et reconstruites.
Maureen McTeer, épouse de l'ancien premier ministre du Canada Joe Clark, a déclaré que la maison manque de style architectural et devrait être détruite.
Des gens ont proposé de remplacer certaines parties de l'immeuble par des parties modernes,.
Si la maison était désignée immeuble patrimonial du Canada, même si ce n'est pas légalement contraignant, cela la protégerait d'une telle mesure.